# Secundinus (Konsul 511)
Flavius Secundinus war ein spätantiker oströmischer Politiker und Konsul im Jahr 511.
Über Secundinus' Herkunft und frühere Karriere ist nichts bekannt. Er war mit Caesaria, der Schwester von Kaiser Anastasius, verheiratet und hatte zwei Söhne: Flavius Hypatius, Konsul im Jahr 500 und später Gegenkaiser während des Nika-Aufstandes, und Pompeius, Konsul im Jahr 501.
Im Jahr 492 wurde Secundinus Stadtpräfekt von Konstantinopel. Im Jahr 503 wurde ihm der Titel Patricius verliehen. Schließlich bekleidete Secundinus im Jahr 511 zusammen mit Arcadius Placidus Magnus Felix das Konsulat.
Im Jahr 513/514 n. Chr. war Secundinus an einer diplomatischen Aktion beteiligt, als er ein Lösegeld zahlte, um seinen Sohn Hypatius aus der Gefangenschaft des Vitalianus zu befreien. Hypatius war während eines militärischen Feldzugs gegen Vitalianus, der sich gegen Anastasius auflehnte, gefangen genommen worden.